# Сабинал (Тексас)
Сабинал (енгл. Sabinal) град је у америчкој савезној држави Тексас. По попису становништва из 2010. у њему је живело 1.695 становника.

## Демографија
Према попису становништва из 2010. у граду је живело 1.695 становника, што је 109 (6,9%) становника више него 2000. године.
| Група             | 2000.         | 2010.         |
| Белци             | 561 (35,4%)   | 535 (31,6%)   |
| Афроамериканци    | 1 (0,1%)      | 6 (0,4%)      |
| Азијати           | 1 (0,1%)      | 1 (0,1%)      |
| Хиспаноамериканци | 1.016 (64,1%) | 1.128 (66,5%) |
| Укупно            | 1.586         | 1.695         |